# Henricus Rulin
Henricus Rulin, född 31 augusti 1691 i Vimmerby, Kalmar län, död 24 november 1759 i Lönneberga socken, Kalmar län, var en svensk präst i Lönneberga församling och kontraktsprost i Aspelands kontrakt. 

## Biografi
Henricus Rulin föddes 31 augusti 1691 i Vimmerby. Han var son till borgaren Johan Rulin. Rulin blev 1713 student vid Uppsala universitet, Uppsala och prästvigdes 24 november 1714. Han blev 17 mars 1719 komminister i Landeryds församling, Landeryds pastorat och blev 16 april 1729 kyrkoherde i Lönneberga församling, Lönneberga pastorat. Rulin blev 1751 kontraktsprost i Aspelands kontrakt. Han avled 24 november 1759 i Lönneberga socken.

### Familj
Rulin gifte sig 15 september 1715 med Margareta Höök (1693–1759). Hon var dotter till kyrkoherden Petrus Höök och Margareta Eriksdotter Bruun i Lönneberga socken.